# Grafton (Iowa)
Pour les articles homonymes, voir Grafton.
Grafton est une ville du comté de Worth (Iowa), au nord des États-Unis d’Amérique. La commune compte 290 habitants en l’an 2000. 